# Yamaha Gladiator

A 2006-ban bemutatott Yamaha Gladiator motorkerékpár-modellt  a Yamaha Motor Company indiai leányvállalata, a  Yamaha Motor India Sales Pvt Ltd (YMI) fejlesztette ki. Elődje a Yamaha Fazer 125cc volt. 
A Gladiatort 123,7 cc-es négyütemű Sohc motorral látták el. 

## Külső hivatkozások
- Információk